# Lacoux
Lacoux est une ancienne commune française du département de l'Ain. Le 1er septembre 1964, la commune est absorbée avec Longecombe par la commune de Hauteville-Lompnes.

## Toponymie
Plusieurs références de Lacoux se trouvent dans certains écrits : Cotis en 1169, La Cou en 1213, Couz en 1270, Laz Couz en 1495, Lacou en 1650. On trouve aussi La Cous sur la Carte de Cassini. Lacoux viendrait de l'anthroponyme gaulois Cotus, nom du chef de la cavalerie de Vercingétorix.

## Histoire

### Hameaux

#### La Bertinière
Seigneurie vendue, le 22 août 1761, par Joseph-Gabriel Desbordes, seigneur du Châtelet, et Anne-Françoise de Mont-d'Or, sa, femme, à Paul Sain, de Lyon, qui en reprit le fief le 1er décembre 1767.
On a trouvé à la Bertinière, en 1869, une monnaie gauloise, en argent, dont voici la description : Tête de Pallas casquée, tournée à gauche ; derrière un signe ressemblant à un S barré ; pas de légende ; « R. DOCI », au-dessus d'un cheval galopant à gauche; sous le ventre et entre les jambes du cheval, A et M liés. — Doit-on voir dans ces deux lettres l'abréviation du mot Ambarri ?
Le 1er septembre 1964, la commune est absorbée par la commune de Hauteville-Lompnes tout comme Longecombe.

## Politique et administration

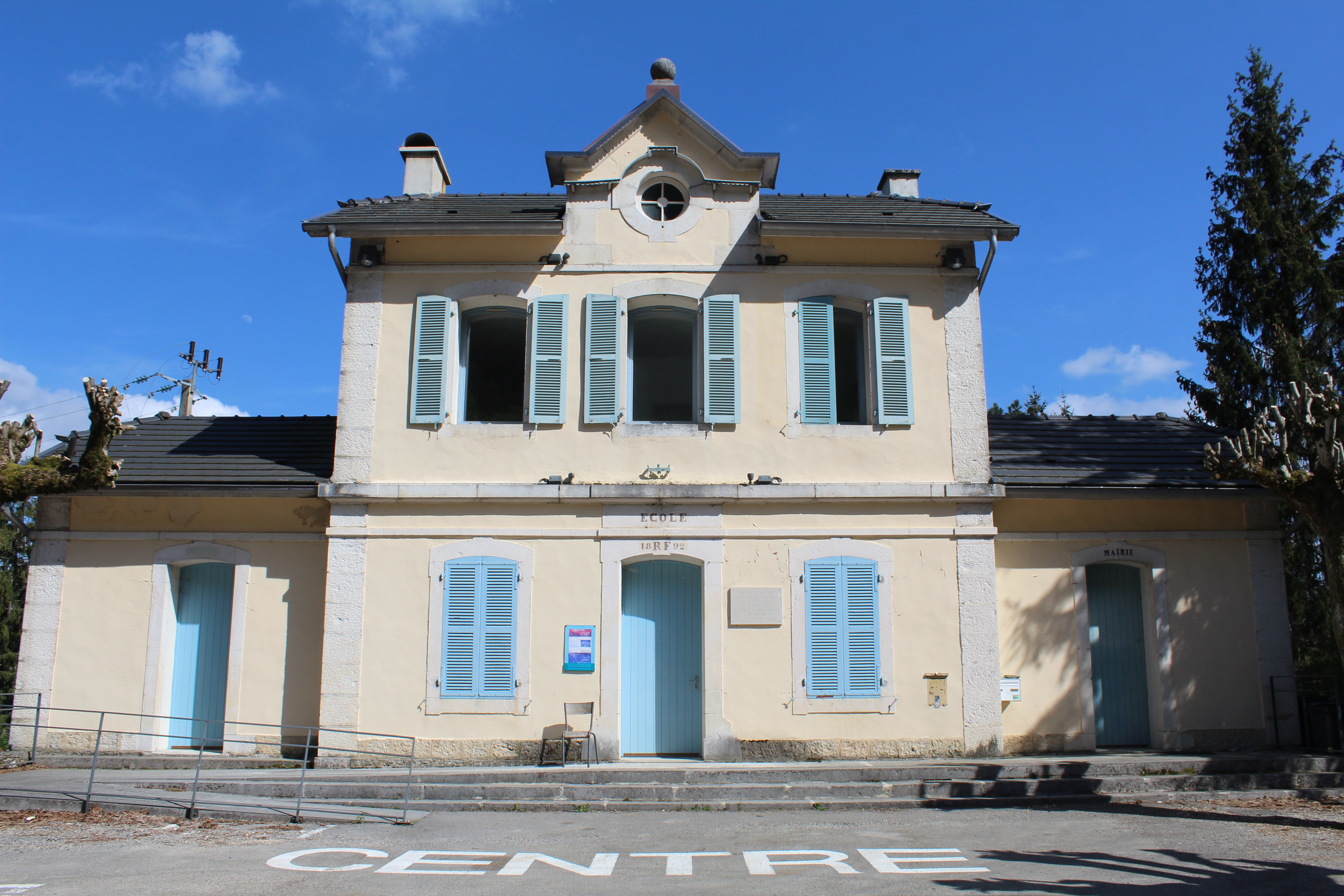
Ancienne mairie.

### Liste des maires
| Période        | Période | Identité                | Étiquette | Qualité |
| -------------- | ------- | ----------------------- | --------- | ------- |
| décembre 1792  | 1799    | Benoit Folliet          |           |         |
| 1799           | 1816    | Jean Brunet             |           |         |
| 1816           | 1821    | Jean Christophe Guillan |           |         |
| août 1821      | 1821    | Barthélémy La Clair     |           |         |
| septembre 1821 | 1826    | Jean Pierre Dupont      |           |         |
| août 1826      | 1831    | Jean Louis Dupont       |           |         |
| décembre 1831  | 1845    | Jean Pierre Dupont      |           |         |
| janvier 1845   | 1848    | Alexandre Billion       |           |         |
| mai 1848       | 1868    | Florentin Servan        |           |         |
| septembre 1868 | 1871    | Félix Dupont            |           |         |
| mai 1871       | 1881    | César Billion           |           |         |
| janvier 1881   | 1884    | Félix Dupont            |           |         |
| mai 1884       | 1888    | Marie Antoine Vucher    |           |         |
| mai 1888       | 1892    | Henri Billion Rey       |           |         |
| mai 1892       | 1904    | François Maclet         |           |         |
| mai 1904       | 1908    | Achille Billion         |           |         |
| mai 1908       | 1947    | Louis Maclet            | PRRRS     |         |
| novembre 1947  | 1964    | André Dupont            |           |         |

## Population et société

### Démographie
| 1793 | 1800 | 1806 | 1821 | 1831 | 1836 | 1841 | 1846 | 1851 |
| ---- | ---- | ---- | ---- | ---- | ---- | ---- | ---- | ---- |
| 348  | 385  | 410  | 380  | 363  | 368  | 344  | 320  | 315  |

| 1856 | 1861 | 1866 | 1872 | 1876 | 1881 | 1886 | 1891 | 1896 |
| ---- | ---- | ---- | ---- | ---- | ---- | ---- | ---- | ---- |
| 287  | 261  | 274  | 268  | 263  | 233  | 243  | 213  | 220  |

| 1901 | 1906 | 1911 | 1921 | 1926 | 1931 | 1936 | 1946 | 1954 |
| ---- | ---- | ---- | ---- | ---- | ---- | ---- | ---- | ---- |
| 235  | 220  | 221  | 199  | 192  | 167  | 146  | 119  | 96   |

| 1962 | - | - | - | - | - | - | - | - |
| ---- | - | - | - | - | - | - | - | - |
| 106  | - | - | - | - | - | - | - | - |

## Culture locale et patrimoine

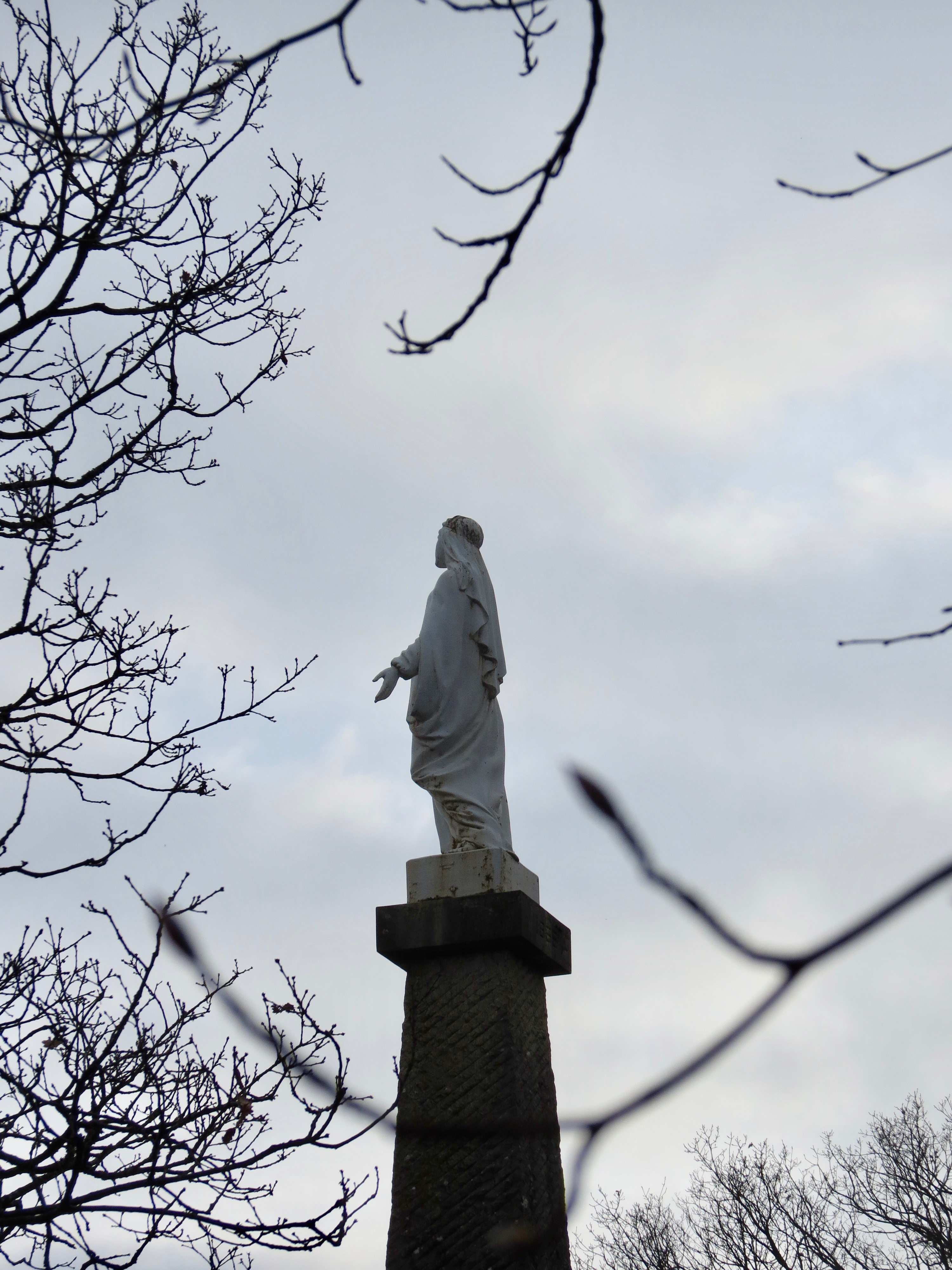
La Vierge de Lacoux.

### Lieux et monuments
Une statue de la Vierge surplombe le village. Installée pour la première fois en 1858, elle est détruite deux fois, en 1912 et 1914. La statue actuelle se dresse depuis 1955. 
Lacoux est également connu pour son centre d'art contemporain, le CACL (Centre d'Art Contemporain de Lacoux). C'est un élément de tourisme culturel pour l'organisation de plusieurs expositions par année. Un temps dirigé par Hélène Lallier, il est à présent dirigé par Vidya Gastaldon. Pour ses projets culturels, il bénéficie du soutien de l'Etat via le financement de la DRAC Auvergne-Rhône-Alpes. Le CACL propose aussi d'accueillir des artistes en résidence dans son studio.  

## Pour approfondir